# Bacopa stemodioides
Bacopa stemodioides är en grobladsväxtart som först beskrevs av Francis Whittier Pennell, och fick sitt nu gällande namn av Francis Whittier Pennell. Bacopa stemodioides ingår i släktet tjockbladssläktet, och familjen grobladsväxter. Inga underarter finns listade i Catalogue of Life.